# Joop Stokkel
Joop Stokkel (* 11. April 1967) ist ein niederländischer Sportler, der im Behindertensport als  Schwimmer und Reiter aktiv war.
Mit sieben Jahren kletterte er über den Zaun eines Elektrizitätswerks, das hinter seinem Elternhaus stand. Als er in ein elektrisches Feld lief, bekam er einen Schlag von 50.000 Volt. In der Folge mussten sein linkes Bein und sein rechter Arm amputiert werden. Nach dem Unglück  begann er zunächst mit Judo. Nachdem ihm der Sport nicht so lag, fing er 1982 mit dem Schwimmen und Reiten an.
Bei den Paralympics 1988 in Seoul und den Paralympics 1992 in Barcelona gewann Stokkel in den Schwimmwettbewerben insgesamt fünf Gold-, drei Silber- und drei Bronzemedaillen.
In Sydney gewann er bei den Paralympics 2000 in der Para-Dressur die Goldmedaille in der Einzelkonkurrenz und mit der niederländischen Equipe Silber im Mannschaftswettbewerb. Bei den Paralympics 2004 in Athen führte Stokkel während der Eröffnungsfeier die niederländische Mannschaft als Fahnenträger an. In den Reitwettbewerben trat er mit dem Pferd Pegasus der Olympiasiegerin Anky van Grunsven an.
Von November 2012 an war Stokkel drei Jahre lang Mitglied des Behindertenreitsport-Komitee (Para-Equestrian Committee) des Weltpferdesportverbands FEI.